# Castello di La Brède
Il castello di La Brède è un castello ubicato a La Brède.

## Storia e descrizione
Il castello di La Brède venne edificato nel XVI secolo, precisamente a partire dal 1306, sui resti di una precedente fortificazione: venne costruito in stile gotico, circondato da un fossato ricolmo di acqua e dotato di un sistema difensivo.
All'interno del castello nacque, il 18 gennaio 1689, e visse Charles-Louis de Secondat, barone di Montesquieu, il quale scrisse al suo interno una serie di opere tra cui Lo spirito delle leggi. Egli inoltre apportò anche alcune modifiche alla struttura senza alternarne l'aspetto difensivo: creò un giardino francese e uno inglese e circondò la fortezza di vigneti di Bordeaux.
Appartenne alla famiglia dei Montesquieu fino al 2004, anno in cui la contessa Jacqueline de Chabannes, ultima discendente, morì: questa lasciò il castello in eredità alla fondazione privata che porta il suo nome, ossia Fondation Jacqueline de Chabannes.
È classificato dal Ministero della cultura e comunicazione francese come monumento storico dal 7 maggio 2008.
L'edificio ha una pianta poligonale, con una torre di maggiori dimensioni su uno dei lati; si accede attraverso tre ponti che hanno sostituito i vecchi ponti levatoi. Nel castello è conservata la stanza del barone di Montesquieu così come si presentava nel XVIII secolo e la sua biblioteca, anche se i libri in essa contenuti sono stati trasferiti alla biblioteca municipale di Bordeaux nel 1994, mentre un'altra parte delle opere era stata già venduta nel 1924 e altre ancora nel 1939, principalmente manoscritti, all'Hôtel Drouot.